# Балько Володимир Йосипович
Володимир Йосипович Балько (6 листопада 1882, с. Капустинці, Австро-Угорщина — 28 липня 1951, с. Романівка, нині Україна) — український церковний і культурно-просвітницький діяч.

## Життєпис
Володимир Балько народився 6 листопада 1882 року у селі Капустинцях, нині Нагірянської громади Чортківського району Тернопільської области України.
Довголітній парох (30 р.) с. Романівка (нині Тернопільського району), 1920-і — голова товариства «Просвіта», організатор гуртка «Сільський господар», керівник сільських церковних і світських хорів.